# 鉄道写真家
鉄道写真家（てつどうしゃしんか、英語:Railway-Photographer）とは、鉄道に関する撮影を生業とする写真家である。
鉄道のみを被写体に撮影する者や、鉄道車両や乗客を含めた風景、沿線の風景や生活など、鉄道を絡めた（または関連した）写真を撮影するプロ写真家の総称。
現代においては、アマチュアの鉄道写真愛好家の事は「鉄道写真家」とはあまり表現しない。

## 定義

### 鉄道写真家
本来の鉄道写真家は "railway enthusiast" （「鉄道ファン」と略す。）のうち、スティルカメラ（日本では通称「カメラ」（フランス語：appareil photographique）をいう）を含み、映画やテレビのカメラ（フランス語：came'ra）で専業で撮影する人（撮影技師）を指す語である。しかし、日本ではアマチュアの鉄道写真愛好家も含めて「鉄道写真家」と呼ばれることもあったが、近年ではプロとアマチュアを区別する為に、プロを「鉄道写真家」「鉄道カメラマン」と呼ぶことが多くなり、アマチュアを「鉄道写真愛好家」「撮り鉄」などと呼ぶ事が多い。
なお、プロの鉄道写真家であっても、鉄道以外の分野における写真撮影も含めて生業としている人もいる。
プロの鉄道写真家の多くは、鉄道関連雑誌やカメラ雑誌、ネット媒体などでの鉄道撮影や執筆、公演、TVやラジオ出演、写真展(作品販売)などで主な収入を得ている。
中でも鉄道会社のポスターや広告撮影で収入を得ている鉄道写真家が日本においてはトップクラスとされる。
近年は女性の鉄道写真家も多く誕生している。

### 鉄道ファンの写真家
「アマチュア写真家」という言い方が残っているように、特に太平洋戦争前までの日本では、写真を撮ることで生計を立てていない者のことも「写真家」と呼んでいた。
現在では、アマチュアの鉄道撮影愛好家を「写真家」とは表現せず、単に「(鉄道)カメラマン」「撮り鉄」などと呼ぶ事が多い。